# Tomomi Morita
Tomomi Morita (Japans: 森田 智己, Morita Tomomi) (Tomiya, 22 augustus 1984) is een Japanse zwemmer. Hij vertegenwoordigde zijn vaderland op de Olympische Zomerspelen 2004 in Athene, Griekenland en de Olympische Zomerspelen 2008 in Peking, China.

## Zwemcarrière
Bij zijn internationale debuut, op de wereldkampioenschappen zwemmen 2001 in Fukuoka, strandde Morita in de halve finales van de 50 meter rugslag. 
Op de Pan Pacific kampioenschappen zwemmen 2002 in Yokohama sleepte de Japanner de bronzen medaille in de wacht op de 100 meter rugslag en werd hij uitgeschakeld in de halve finales van de 200 meter rugslag. 
In Barcelona nam Morita deel aan de wereldkampioenschappen zwemmen 2003, op dit toernooi eindigde hij als zesde op de 100 meter rugslag en strandde hij in de halve finales van de 50 meter rugslag en de series van de 200 meter rugslag. Samen met Kosuke Kitajima, Takashi Yamamoto en Daisuke Hosokawa legde hij beslag op de bronzen medaille op de 4x100 meter wisselslag. 
Tijdens de Olympische Zomerspelen van 2004 in Athene veroverde de Japanner de bronzen medaille op de 100 meter rugslag en eindigde hij als vijfde op de 200 meter rugslag. Op de 4x100 meter wisselslag sleepte hij samen met Kosuke Kitajima, Takashi Yamamoto en Yoshihiro Okumura de bronzen medaille in de wacht.

### 2005-2008
Op de wereldkampioenschappen zwemmen 2005 in Montreal eindigde Morita als vierde op de 100 meter rugsla en als achtste op de 200 meter rugslag, op de 50 meter rugslag werd hij uitgeschakeld in de halve finales. Samen met Kosuke Kitajima, Ryo Takayasu en Daisuke Hosokawa legde hij beslag op de bronzen medaille op de 4x100 meter wisselslag. 
In Victoria nam de Japanner deel aan de Pan Pacific kampioenschappen zwemmen 2006, op dit toernooi veroverde hij de bronzen medaille op zowel de 100 als de 200 meter rugslag. Op de 4x100 meter wisselslag sleepte hij samen met Kosuke Kitajima, Ryo Takayasu en Takamitsu Kojima de zilveren medaille in de wacht. 
Op de wereldkampioenschappen zwemmen 2007 in Melbourne eindigde Morita als zevende op de 200 meter rugslag en als achtste op de 100 meter rugslag, op de 50 meter rugslag werd hij uitgeschakeld in de halve finales. Samen met Kosuke Kitajima, Takashi Yamamoto en Daisuke Hosokawa legde hij beslag op de zilveren medaille op de 4x100 meter wisselslag. 
Tijdens de Olympische Zomerspelen van 2008 in Peking strandde de Japanner in de halve finales van de 100 meter rugslag.

## Internationale toernooien
| Jaar | Olympische Spelen                                  | WK langebaan                                                             | WK kortebaan  | Pan Pacs                                        |
| ---- | -------------------------------------------------- | ------------------------------------------------------------------------ | ------------- | ----------------------------------------------- |
| 2001 |                                                    | 9e 50m rugslag                                                           |               |                                                 |
| 2002 |                                                    |                                                                          | geen deelname | 100m rugslag · 14e 200m rugslag                 |
| 2003 |                                                    | 6e 100m rugslag · 12e 50m rugslag · 19e 200m rugslag · 4x100m wisselslag |               |                                                 |
| 2004 | 100m rugslag · 5e 200m rugslag · 4x100m wisselslag |                                                                          | geen deelname |                                                 |
| 2005 |                                                    | 4e 100m rugslag · 8e 200m rugslag · 12e 50m rugslag · 4x100m wisselslag  |               |                                                 |
| 2006 |                                                    |                                                                          | geen deelname | 100m rugslag · 200m rugslag · 4x100m wisselslag |
| 2007 |                                                    | 7e 200m rugslag · 8e 100m rugslag · 10e 50m rugslag · 4x100m wisselslag  |               |                                                 |
| 2008 | 10e 100m rugslag                                   |                                                                          | geen deelname |                                                 |

## Persoonlijke records
Bijgewerkt tot en met 11 augustus 2008

### Kortebaan
| Afstand      | Tijd    | Datum            | Plaats |
| ------------ | ------- | ---------------- | ------ |
| 50m rugslag  | 23,88   | 23 februari 2008 | Tokio  |
| 100m rugslag | 51,55   | 1 januari 2007   | Tokio  |
| 200m rugslag | 1.53,01 | 23 februari 2008 | Tokio  |

### Langebaan
| Afstand      | Tijd    | Datum            | Plaats |
| ------------ | ------- | ---------------- | ------ |
| 50m rugslag  | 25,38   | 6 juni 2008      | Rome   |
| 100m rugslag | 53,95   | 11 augustus 2008 | Peking |
| 200m rugslag | 1.58,32 | 23 augustus 2007 | Chiba  |